# Carl Haas (Unternehmer)
Carl Josef Haas (* 28. August 1844 in Mannheim; † 4. April 1921 ebenda) war ein deutscher Unternehmer.

## Leben
Nach mäßig erfolgreichem Besuch der Höheren Bürgerschule arbeitete Carl Haas zunächst er in der Firma seines Vaters Johann Conrad Haas, eines Großhändlers von Kolonialwaren. Von 1863 bis 1865 war er Lehrling in Saint-Péray.
1884 gründete Carl gemeinsam mit seinem Halbbruder Rudolf Conrad († 1905) und mit Carl Clemm die Zellstoff-Fabrik Waldhof (Zewa) und übernahm die kaufmännische Leitung. 1893 reiste er zur Weltausstellung in Chicago. 1898 wurde Carl Haas Generaldirektor, 1902 übernahm sein Sohn Hans die Leitung der AG.
Nach dem Tod von Carl Clemm 1899 wurde die Carl-Clemm- und Carl-Haas-Stiftung gegründet.
1866 heiratete Carl Haas in Mannheim Anna Forschner (1846–1914), mit der er drei Söhne und eine Tochter hatte.